# 三毛猫ホームズの幽霊クラブ
『三毛猫ホームズの幽霊クラブ』（みけねこホームズのゆうれいクラブ）は、日本の小説家赤川次郎によって1985年に発表された三毛猫ホームズシリーズの長編推理小説である。

## あらすじ
ヨーロッパに観光旅行に来ていた片山義太郎、晴美、石津、ホームズの一行は、ドイツのある古城ホテルに泊まる。だが、そこで、婦女暴行事件が発生。しかも被害者の女性は、犯人は片山義太郎だという。さらに、宿泊客の子供が噴水に投げこまれて殺害されそうになったりと大騒動。やがて、片山の上司である栗原警視が現れ、「幽霊クラブ」なるものを調査してほしいと言い出した。

## 主な登場人物
- 片山義太郎 - 警視庁捜査一課のダメ刑事
- 片山晴美 - 義太郎の妹
- 石津刑事 - 晴美に恋をする猫嫌いの刑事
- ホームズ - 三毛猫

## 書誌情報
- 『三毛猫ホームズの幽霊クラブ』（光文社カッパノベルス、1985年11月26日） ISBN 4-334-02626-5
- 『三毛猫ホームズの幽霊クラブ』（角川書店角川文庫、1988年10月25日） ISBN 4-04-149790-6
- 『三毛猫ホームズの幽霊クラブ』（光文社光文社文庫、1990年01月20日） ISBN 4-334-71077-8